# Lech Bolt
Lech Bolt (ur. 9 czerwca 1932 w Chełmnie, zm. 2 czerwca 2015 tamże) – polski działacz turystyczny i kajakarski. Członek Honorowy Polskiego Towarzystwa Turystyczno-Krajoznawczego (PTTK).

## Życie i działalność
Lech Bolt był wieloletnim prezesem Klubu Turystów Wodnych Chełmno, oraz komandorem Międzynarodowego Spływu Kajakowego „Pojezierzem Brodnickim, Drwęcą, Wisłą”. Pełnił między innymi funkcje członka władz wojewódzkich PTTK oraz członka władz PTTK w swoim rodzinnym Chełmnie. Był przodownikiem turystyki kajakowej PTTK oraz instruktorem turystyki kajakowej Polskiego Związku Kajakowego (PZK). Przez większość życia zawodowego – pracownik cywilny Jednostki Wojskowej 1636 przy ulicy Biskupiej w Chełmnie. Zmarł 2 czerwca 2015 roku i w dniu 5 czerwca został pochowany na cmentarzu parafialnym przy ul. Toruńskiej w Chełmnie.

## Wybrane odznaczenia[2]
- Krzyż Kawalerski Orderu Odrodzenia Polski,
- Krzyż Oficerski Orderu Odrodzenia Polski,
- Złoty Krzyż Zasługi,
- Złoty Medal „Za zasługi dla obronności kraju”,
- Złota Odznaka „Zasłużony Działacz Turystyki”,
- Złota Honorowa Odznaką PTTK,
- Złota Honorowa Odznaka PTTK Chełmno,
- Złota Honorowa Odznaka Polskiego Związku Kajakowego